# Thorium 232
table
Le thorium 232, noté 232Th, est l'isotope du thorium dont le nombre de masse est égal à 232 : son noyau atomique compte 90 protons et 142 neutrons avec un spin 0+ pour une masse atomique de 232,038 05 g/mol. Il est caractérisé par un excès de masse de 35 446,7 ± 1,4 keV et une énergie de liaison nucléaire par nucléon de 7 615,03 keV. Un gramme de thorium 232 présente une radioactivité de 4 070 Bq.
C'est l'unique isotope primordial du thorium. Il se désintègre en radium 228 par radioactivité α avec une période radioactive de 14,05 milliards d'années (un peu plus que l'âge de l'univers). Il se trouve dans la nature en équilibre séculaire avec son descendant, le thorium 228, à raison d'environ 1,3 × 10−10 g de 228Th par gramme de 232Th ; le thorium 232 est l'isotope constituant la quasi-totalité du thorium naturel. 
C'est un isotope fertile, car il donne un isotope fissile — en l'occurrence l'uranium 233 — par capture d'un neutron suivie de deux désintégrations β− successives :
1
0n + 232
90Th ⟶ 233
90Th {\displaystyle \mathrm {\xrightarrow[{23,3\ min}]{\beta ^{-}\ 1,245\ MeV}} } 233
91Pa {\displaystyle \mathrm {\xrightarrow[{26,967\ jours}]{\beta ^{-}\ 0,571\ MeV}} } 233
92U.

## Chaîne de désintégration naturelle
Sources,
{\displaystyle \mathrm {{}_{\ 90}^{232}Th{\xrightarrow[{1,41\times 10^{10}\ ans}]{\alpha \ }}{}_{\ 88}^{228}Ra{\xrightarrow[{5,75\ ans}]{\beta ^{-}\ }}{}_{\ 89}^{228}Ac{\xrightarrow[{6,13\ h}]{\beta ^{-}\ }}{}_{\ 90}^{228}Th{\xrightarrow[{1,91\ ans}]{\alpha }}{}_{\ 86}^{220}Rn{\xrightarrow[{55,6\ s}]{\alpha }}{}_{\ 84}^{216}Po{\xrightarrow[{146\ ms}]{\alpha }}{}_{\ 82}^{212}Pb} }
{\displaystyle \mathrm {{}_{\ 82}^{212}Pb{\xrightarrow[{10,64\ h}]{\beta ^{-}\ }}{}_{\ 83}^{212}Bi{\begin{Bmatrix}{{\xrightarrow[{60,55\ min}]{64,07\%\beta ^{-}\ }}{}_{\ 84}^{212}Po{\xrightarrow[{299\ ns}]{\alpha }}}\\{{\xrightarrow[{60,55\ min}]{35,93\%\alpha }}{}_{\ 81}^{208}Tl{\xrightarrow[{3,05\ min}]{\beta ^{-}\ }}}\end{Bmatrix}}{}_{\ 82}^{208}Pb_{(stable)}} }

Chaîne de désintégration du thorium 232.

Le thorium 232 possède également d'autres modes de désintégration, mais beaucoup plus rares.
| Rendement  | Nucléide | Commentaire                                                      |
| ---------- | -------- | ---------------------------------------------------------------- |
| 100,004 %  | 208Pb    |                                                                  |
| 4 × 10−9 % | 206Pb    | Par fission 224Ra → 14C + 210Pb, puis décroissance de ce dernier |
| inconnu    | 204Hg    | Par 232Th → 232U (2β−), puis par fission 232U → 28Mg + 204Hg     |
| ?          | 182Yb    | Théoriquement possible par fission 232Th → 24Ne + 26Ne + 182Yb   |

## Filière nucléaire
Cette réaction est une piste prometteuse pour accroître la quantité de matière fissile disponible pour la production d'énergie électronucléaire, sous forme de réacteurs surgénérateurs. Elle n'a cependant pour l'heure donné lieu qu'à un réacteur expérimental américain de faible puissance. Ce réacteur à sels fondus a fonctionné de manière satisfaisante à Oak Ridge (Tennessee), dans le Laboratoire national d'Oak Ridge de 1964 à 1969, mais les développements industriels ont été interrompus en 1976 faute de crédits.